# Powerless (Say What You Want)
Powerless (Say What You Want) är en singel av Nelly Furtado och har bland annat producerats av Trevor Horn som har också producerat mycket musik för ryska popgruppen Tatu. Låten finns på det mindre framgångsrika albumet Folklore. Låten vann ändå priset för "Årets singel" på Juno Awards år 2004.